# Grimpar moucheté
Lepidocolaptes affinis
Espèce
Répartition géographique
Statut de conservation UICN

 LC  : Préoccupation mineure
Le Grimpar moucheté (Lepidocolaptes affinis) est une espèce de passereaux de la famille des Furnariidae.

## Répartition et sous-espèces
Selon la classification de référence du Congrès ornithologique international (15.1, 2025) :
- L. a. lignicida (Bangs & Penard, 1919) — sierra Madre orientale ;
- L. a. affinis (Lafresnaye, 1839) — du sud du Mexique au Nicaragua ;
- L. a. neglectus (Risgway, 1909) — cordillère de Talamanca.

## Systématique
Le nom valide complet (avec auteur) de ce taxon est Lepidocolaptes affinis (Lafresnaye, 1839).
Ce taxon porte en français le nom vernaculaire ou normalisé suivant : Grimpar moucheté.